# Lijst van burgemeesters van Benthuizen
Dit is een lijst van burgemeesters van de voormalige Nederlandse gemeente Benthuizen. Op 1 januari 1991 ging Benthuizen op in de nieuwe gemeente Rijneveld (sinds 1993 hernoemd in Rijnwoude).
| Ambtsperiode | Naam burgemeester                            | Partij of stroming | Bijzonderheden                                                                |
| ------------ | -------------------------------------------- | ------------------ | ----------------------------------------------------------------------------- |
| ??           | ??                                           |                    |                                                                               |
| 1817- 1832   | Jan Hendrik Smedingh                         |                    | tevens schout in Koudekerk aan den Rijn                                       |
| 1832 - 1850  | Willem van Galen                             |                    | tevens burgemeester van Zegwaart (1833-1850)                                  |
| 1850 - 1861  | Hendrik Andreas de Vijver                    |                    | tevens burgemeester van Zegwaart (1850-1862)                                  |
| 1861 - 1866  | Wilhelmus Gerardus Denick Murray (1832-1903) |                    | later burgemeester van Pernis                                                 |
| 1866 - 1869  | Pieter Cornelis Stoop                        | Liberale Unie      | later burgemeester van Bleiswijk, Moerkapelle en van Zevenhuizen              |
| 1869 - 1871  | Johannes Nolen                               |                    | later burgemeester van Woerden                                                |
| 1871 - 1883  | Hugo la Rivière                              |                    |                                                                               |
| 1883 - 1903  | Cornelis Leonardus Jacobus Bos               |                    | tevens Zegwaard en deels tevens Zoetermeer                                    |
| 1903 - 1937  | Arie Verheul Az.                             |                    | tevens Moerkapelle vanaf 1906                                                 |
| 1937 - 1941  | J.A.S. Holland                               |                    | tevens Moerkapelle                                                            |
| 1942 - 1944  | Jan Tollenaar                                | NSB                | tevens Moerkapelle                                                            |
| 1944         | W.A. Scharwächter                            | NSB                | tevens burgemeester van Moerkapelle                                           |
| 1945         | J.C.W. van Dijk                              | NSB                | tevens burgemeester van Zoetermeer en waarnemend burgemeester van Moerkapelle |
| 1946 - 1964  | Jacob Johannes Steenbakker Morilyon Loijsen  | CHU                | tevens Moerkapelle                                                            |
| 1965 - 1977  | Iz (I.J.P.) Keijzer                          | VVD                | tevens Moerkapelle                                                            |
| 1977 - 1978  | Cor (C.J.) de Ronde                          | PvdA               | waarnemend                                                                    |
| 1978 - 1987  | Ton (A.) Verbree                             | ARP / CDA          |                                                                               |
| 1987 - 1991  | Marinus (M.A.) van der Have                  | CDA                | waarnemend                                                                    |